# Нурманбетов, Сеитбаткал
Сеитбатка́л Нурманбе́тов, другие варианты имени — Сейтбаткал, Сейитбаткал (1895, Семиреченская область, Туркестанский край, Российская империя — неизвестно, село Мукры, Талды-Курганский район, Талды-Курганская область, Казахская ССР) — старший чабан колхоза имени «10 лет Казахстана» Кировского района Талды-Курганской области, Казахская ССР. Герой Социалистического Труда (1948).

## Биография
Родился в 1895 году в крестьянской семье в одном из сельских населённых пунктов Семиреченской области. С раннего возраста трудился в сельском хозяйстве. В 1930 году вступил в сельскохозяйственную артель имени «10 лет Казахстана», которая позднее была преобразована в одноимённый колхоз Кировского района. Трудился чабаном. С 1941 года участвовал в Великой Отечественной войне. Получил тяжёлое ранение. После излечения в госпитале демобилизовался в 1943 году и возвратился на родину, где продолжил трудиться старшим чабаном в родном колхозе. Был наставником чабанов Молдкула Алтаева и Акимбая Оспанова.
Ежегодно показывал высокие трудовые результаты в овцеводстве. На начало 1947 года обслуживал 440 курдючных овец и по итогам года вырастил 532 ягнёнка. Средний вес ягнёнка к отбивке составил 43,5 килограммов. Указом Президиума Верховного Совета СССР от 23 июля 1948 года удостоен звания Героя Социалистического Труда за «получение высокой продуктивности животноводства в 1947 году» с вручением ордена Ленина и золотой медали «Серп и Молот» (№ 2645).
Этим же указом званием Героя Социалистического Труда были награждены его ученики Молдакул Алтаев и Акимбай Оспанов.
В последующие годы продолжал получать высокий приплод. В 1948 году вырастил в среднем по 128 ягнят, в 1955 году — 120 ягнят и в 1956 году — по 125 ягнят от каждой сотни овцематок. За выдающиеся трудовые достижения был награждён в 1958 году вторым Орденом Ленина.
Избирался депутатом Мукринского сельского Совета депутатов трудящихся.
В 1962 году вышел на пенсию. Проживал в селе Макры (сегодня — Акын Калка). Дата смерти не установлена.
Награды
- Герой Социалистического Труда
- Орден Ленина — дважды (1948; 29.03.1958)
- Заслуженный мастер животноводства Казахской ССР (1957).